# Viacha granulata
Viacha granulata is een hooiwagen uit de familie Zalmoxioidae.